# 나카시마 아미

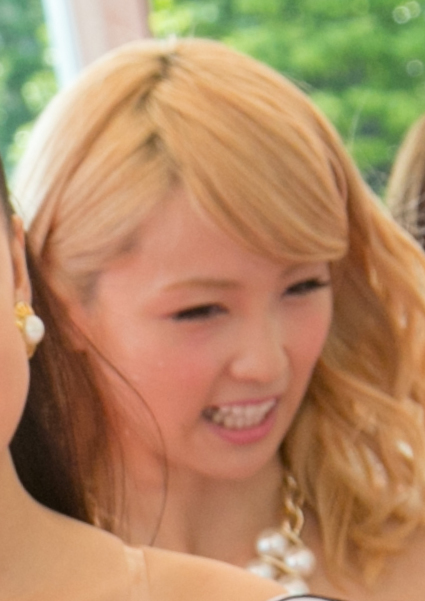

나카시마 아미(中島麻未, 1988년 5월 11일)는 일본의 가수이다. 소속 사무소는 LDH.
니시다 시즈카랑 같은 오사카 출신이자 오사카의 댄스 스쿨 캬레스(キャレス)출신이며 2002년 7월에 Dream에 합류했다. 또한 다카모토 아야랑 개그콤비 ぺちゃぱぁいず을 결성해 팬들에게 큰 웃음을 주며 카요 아이코(嘉陽愛子)랑 A★Girls를 결성해 활동한 바 있다. 보아와 함께 보아의 일본싱글 중에서 14번째 싱글앨범인 メリクリ를 듀엣으로 불렀다.
| 전임 Ami | 제1대 Dream 리더 2002년 7월 ~ 2017년 | 후임 (현직) |